# Friedrich Gottlieb Bartling
Friedrich Gottlieb Bartling, född den 9 december 1798 i Hannover, död där den 20 november 1875, var en tysk botanist. Auktorsnamnet Bartl. kan användas för Friedrich Gottlieb Bartling i samband med ett vetenskapligt namn inom botaniken; se Wikipediaartiklar som länkar till auktorsnamnet.
Bartling blev 1837 professor och direktör för botaniska trädgården i Göttingen. Hans arbeten utgör huvudsakligen bidrag till den botaniska systematiken. Här kan nämnas Flora der österreichischen Küstenländer (1825), Ordines naturales plantarum (1830) och Vegetabilia cellularia in Germania septentrionali (tillsammans med Ernst Hampe, 1834–1836).